# Oxymormyrus zanclirostris
Oxymormyrus zanclirostris es una especie de pez elefante eléctrico perteneciente al género Oxymormyrus en la familia Mormyridae presente en varias cuencas hidrográficas de África, entre ellas el Pool Malebo y la cuenca central del río Congo. Es nativa de la República Democrática del Congo, Camerún, la República Centroafricana, la región del Congo y Gabón; y puede alcanzar un tamaño aproximado de 27,0 cm.

## Estado de conservación
Respecto al estado de conservación, se puede indicar que de acuerdo a la IUCN, esta especie puede catalogarse en la categoría «Preocupación menor (LC)».